# Bärbo kyrka

Planskiss, olika byggnadsperioder.

Bärbo kyrka är en kyrkobyggnad i Bärbo i Strängnäs stift. Den är församlingskyrka i Stigtomta-Vrena församling. 

## Kyrkobyggnaden
Den medeltida kyrkan är en av de minsta i Södermanland. Kyrkan består av ett rektangulärt långhus med ett smalare rakt avslutat kor i öster, en sakristia och en korsarm i norr. Långhus och sakristia är täckta med sadeltak, medan koret och norra korsarmen är täckta med huvar. Långhusets innertak är täckt med ett tunnvalv av trä medan koret har ett kryssvalv av trä. Kyrkorummet nås genom en ingång i väster.
Tidigt under medeltiden, troligen runt år 1200, uppfördes kyrkan av gråsten. Under senmedeltiden, troligen på 1400-talet, förlängdes kyrkan åt väster. Sakristian kan ha uppförts samtidigt liksom det senare rivna vapenhuset. 1677 tillkom korets huv och spira. Samtidigt höjdes murarna och koret fick ett kryssvalv av trä. Långhusets trätunnvalv tillkom vid mitten av 1700-talet. 1755 tillbyggdes norra korsarmen. 
Klockstapeln är från 1600-talet och genomgick en ombyggnad runt år 1740.
Läktaren – med egen ingång –  på den norra väggen är från 1755 och bekostades av Fredrik Bengt Rosenhane på Tista och hans maka Eva Sofia Stenbock. 
Under åren 1938–1939 genomgick kyrkan en restaurering.

## Inventarier
- Dopfunten, som är en av kyrkans äldsta inventarium, är från 1200-talets första hälft. Den hittades när man grävde efter vatten till på 1950-talet. Den förvaras i sakristian.
- En gotisk ljuskrona från senmedeltiden.
- En originell altarprydnad är sammansatt av resterna från ett medeltida altarskåp. Det hela grupperar sig kring en modern glasmålning av konstnären Albert Eldh.
- Det förnämsta inventariet är altartavlan, en tredelad målning (triptyk), utförd på 1530-talet av den tyska målaren Hans Kemmer (1495–1561). Altartavlan donerades till Bärbo kyrka 1715 av Cattarina Brant. Tavlan i kyrkan är en fotokopia. Originalet finns på Sörmlands museum. [1]
- En skulptur föreställande Sankt Olof är ett svenskt arbete från 1200-talets andra hälft.[2]
- Predikstolen tillverkades på 1640-talet och kompletterades 1677 med medeltida figurer. Timglaset är från 1704.
- Lorens Stormhatts epitafium, ett arbete utfört av sörmlänningen Hans Jerling (1677), hänger på långhusväggen.

### Orgel
- Före 1878 användes ett harmonium i kyrkan.[3]
- Den nuvarande mekaniska orgeln byggdes 1878 av Åkerman & Lund, Stockholm.[3] Orgeln skänktes till kyrkan av grevinnan Henriette Wachtmeister på Nääs. Den är bevarad i stort sett i ursprungligt skick.[4]

| Manual C-f3       | Pedal C-f    | Koppel      |  |
| Principal 8’      | Bihangspedal | Man 4'/Man. |  |
| Rörflöjt 8’       |              |             |  |
| Salicional 8’     |              |             |  |
| Octava 4’         |              |             |  |
| Crescendosvällare |              |             |  |

## Urval av gravsatta på Bärbo gamla kyrkogård
- Fredrik Wachtmeister och hans hustru  Louise, född af Ugglas
- Nils Wachtmeister och hans hustru Märta, född De Geer af Leufsta
- Tom Wachtmeister
- Ian Wachtmeister

## Nutida bilder

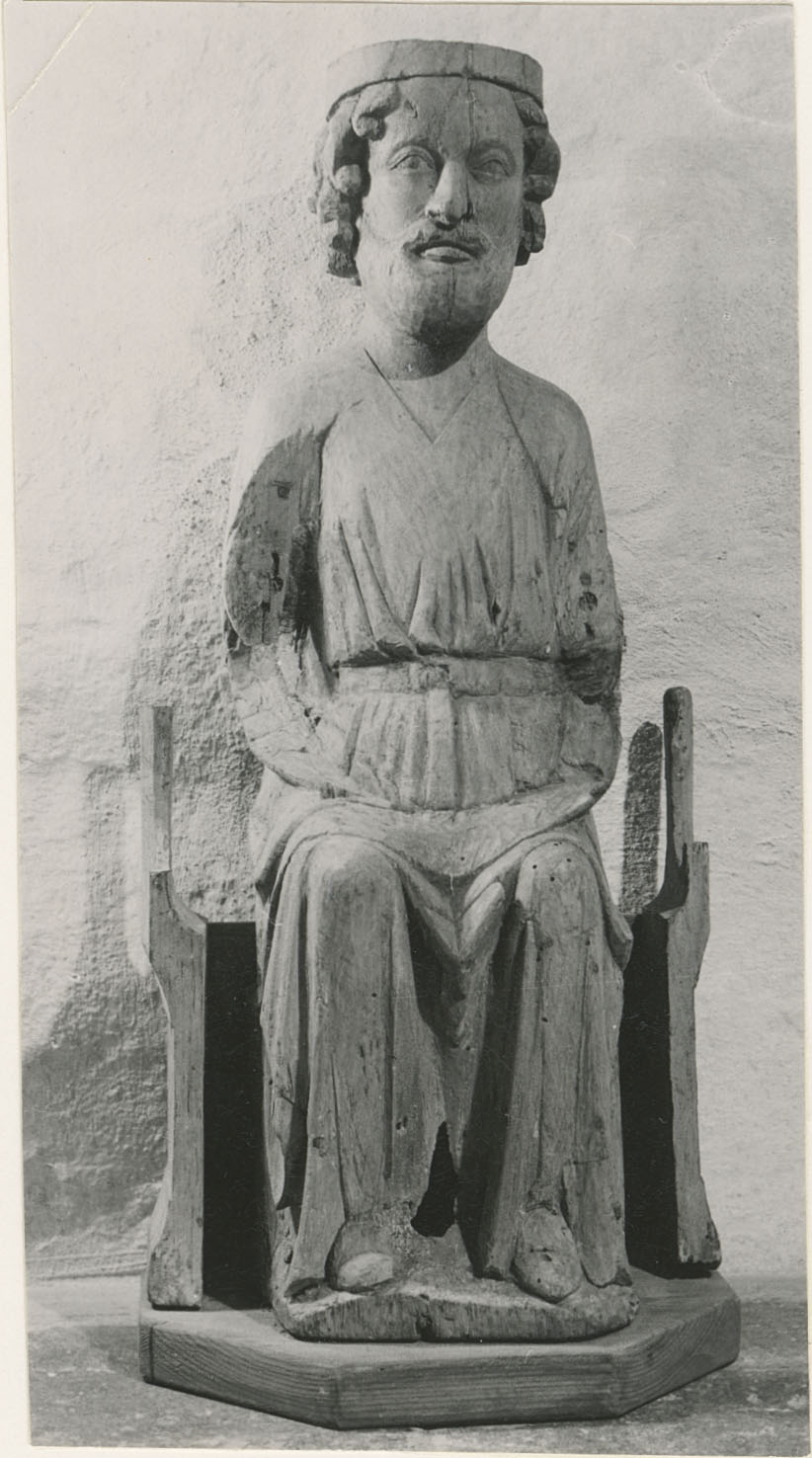
Skulptur föreställande Sankt Olof från 1200-talet.
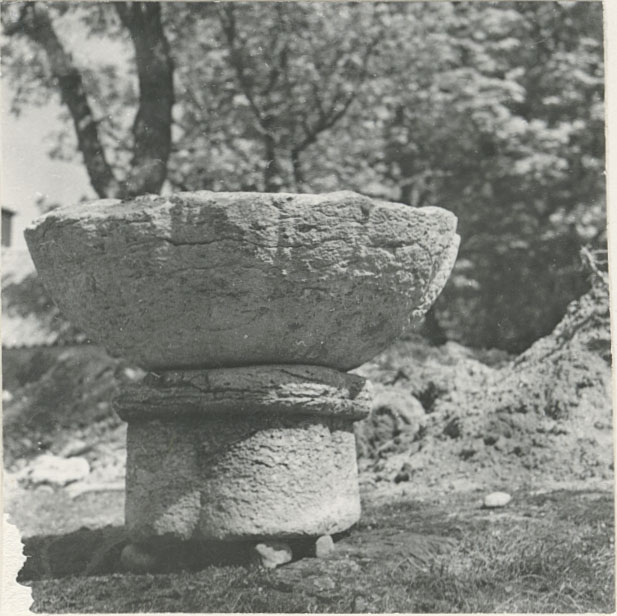
Dopfunt från 1200-talets första hälft.
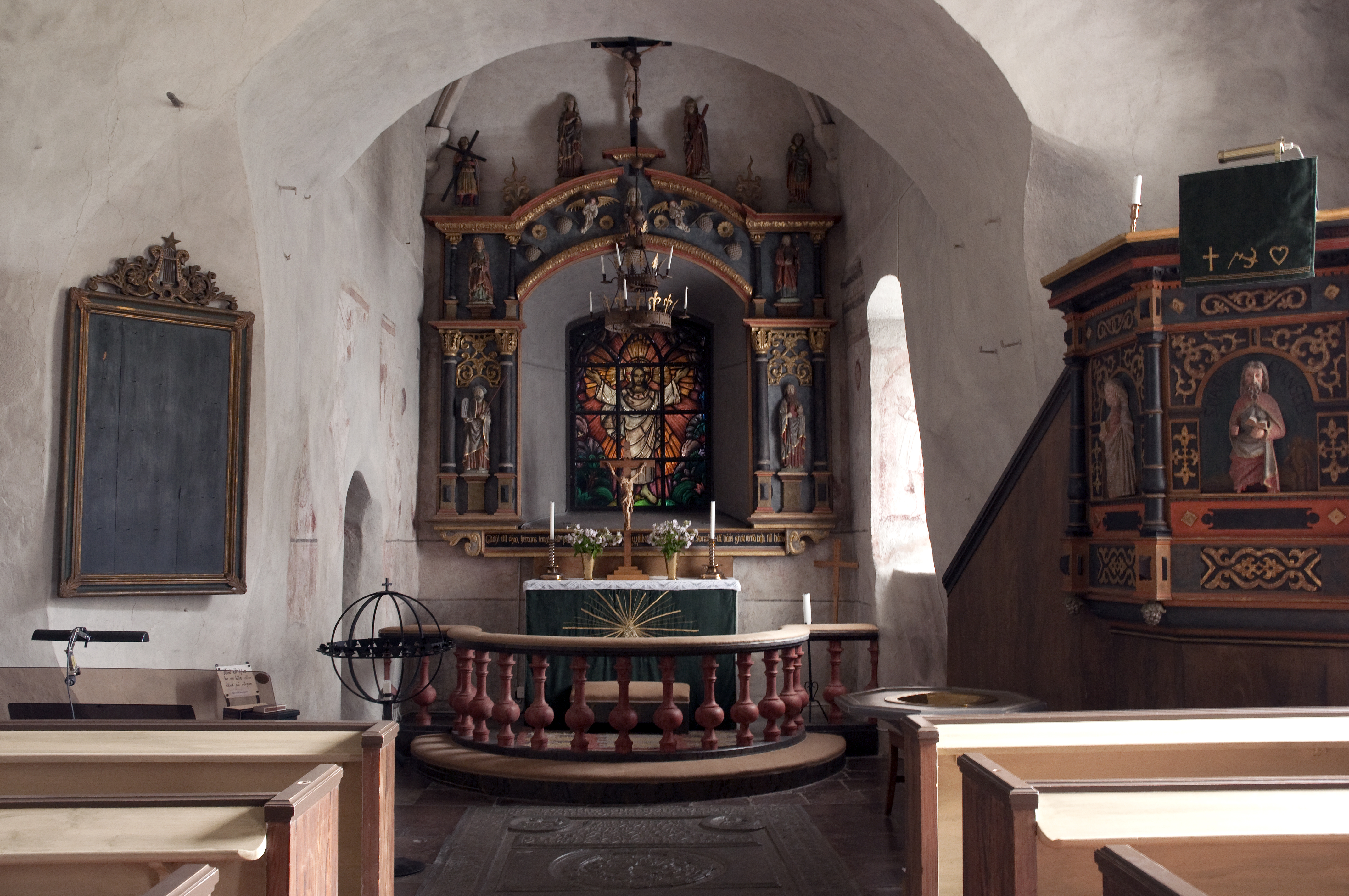
Kor och altare. Ljuskrona i järn från 1300- eller 1400-talet.
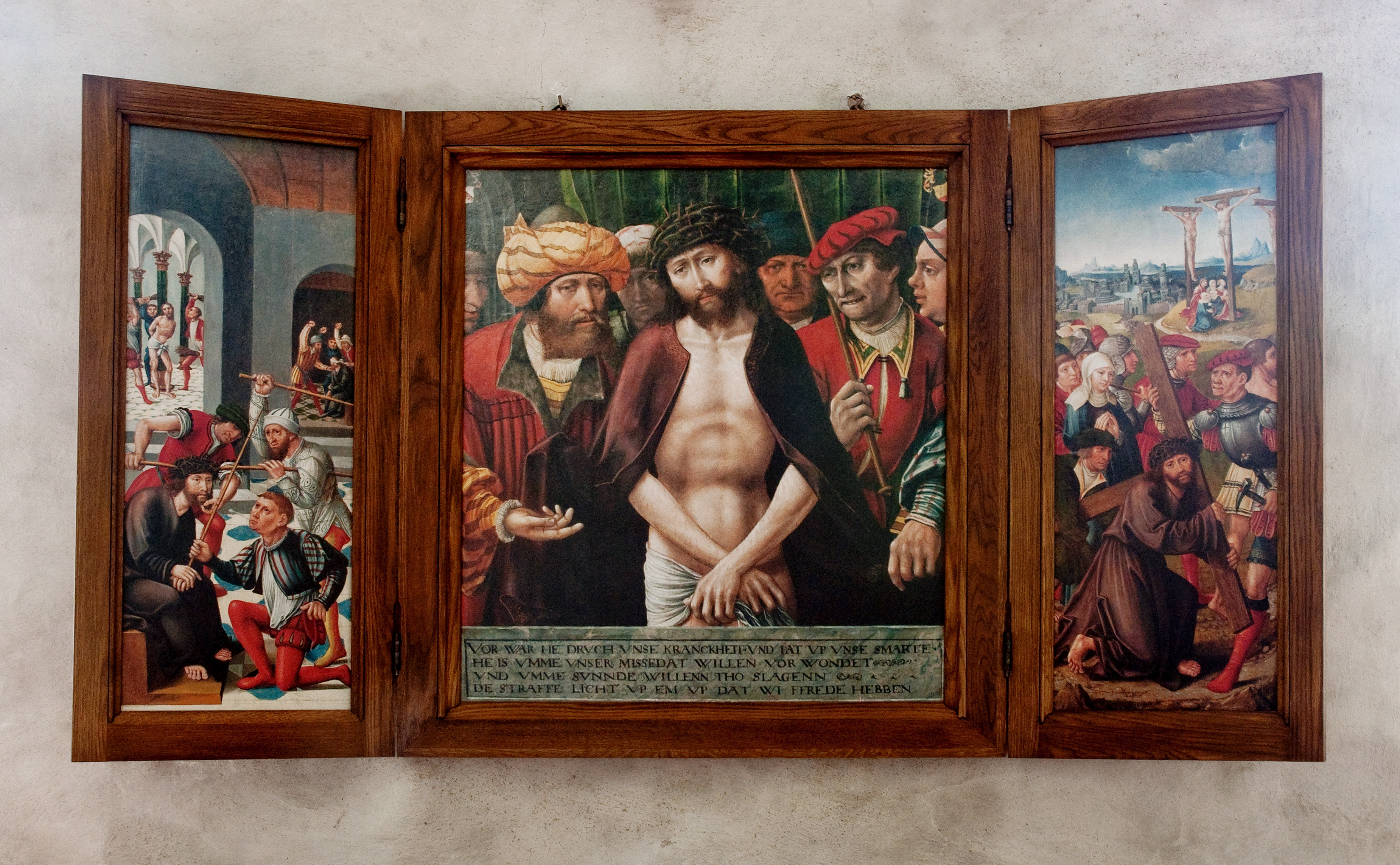
Målning i form av en triptyk.
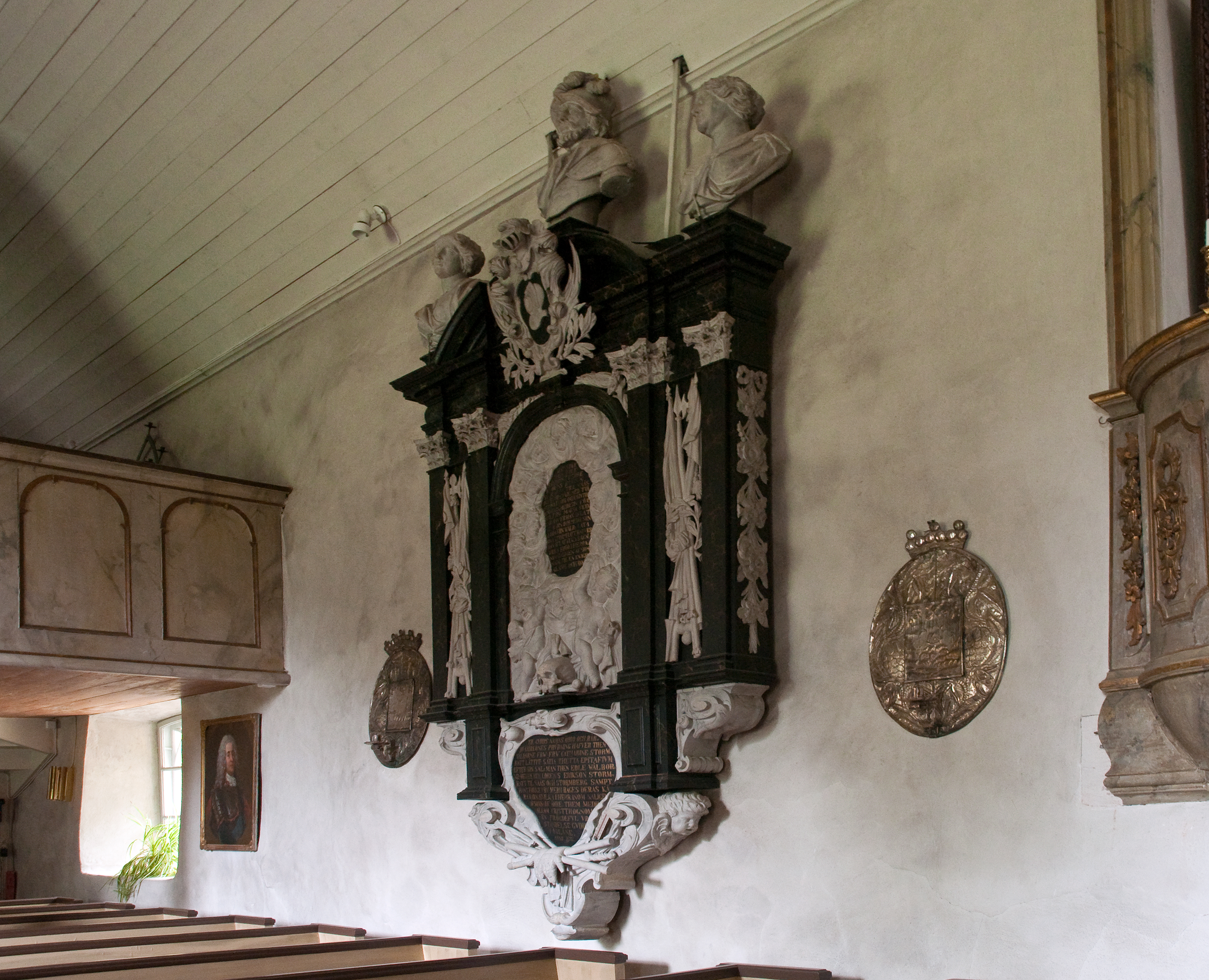
Lorens Stormhatts epitafium.
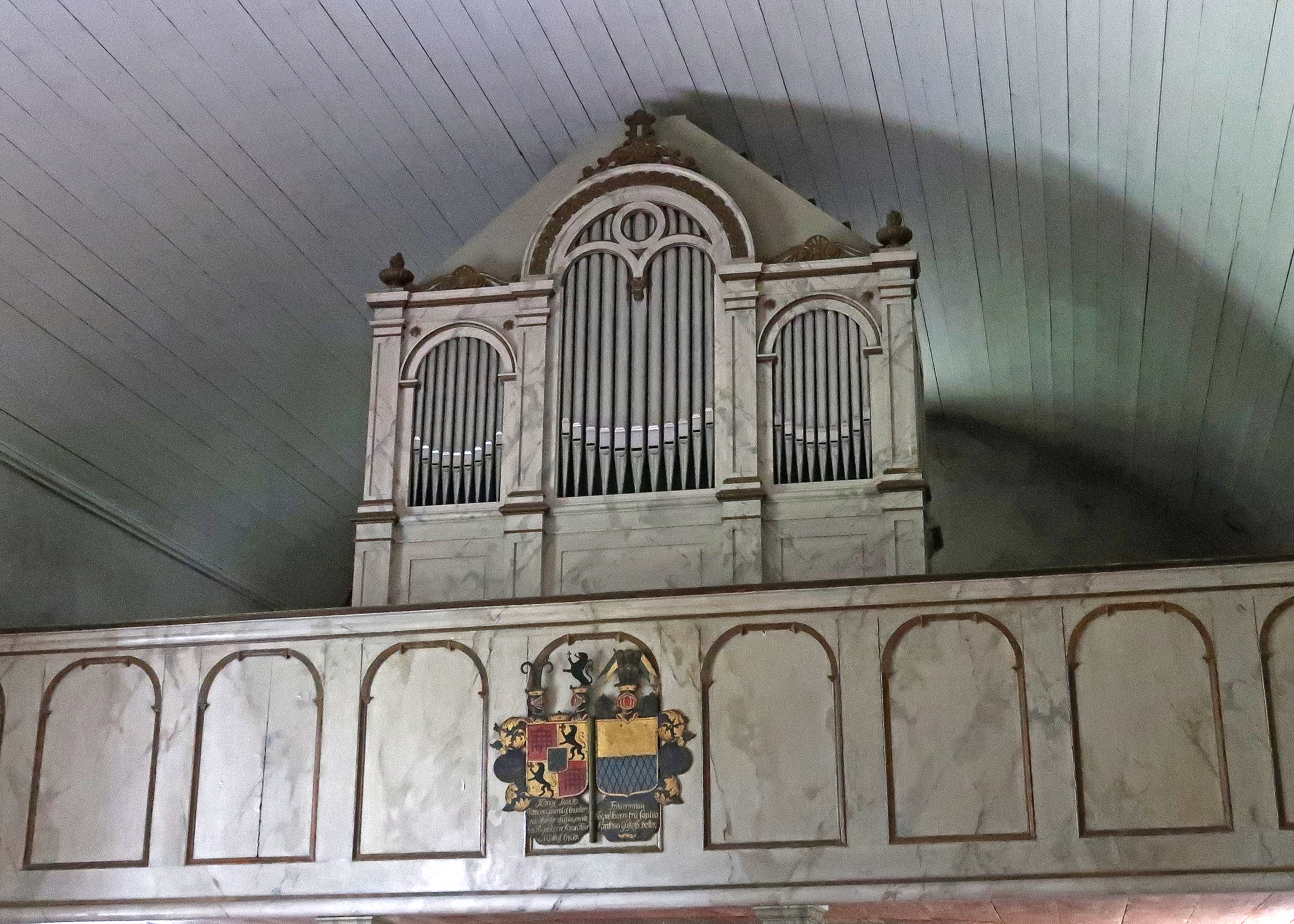
Orgel byggd 1878 av Åkerman & Lund.
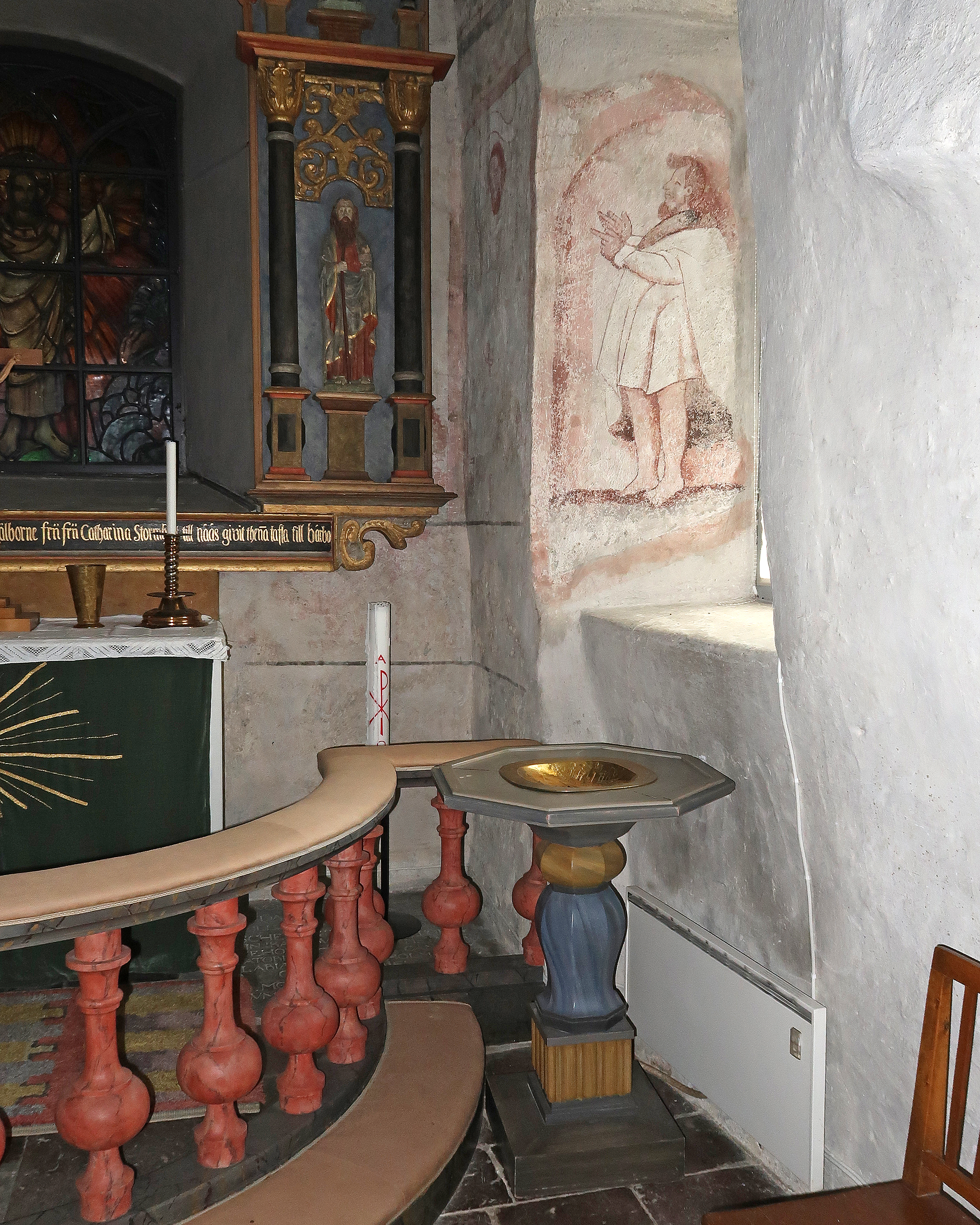
Dopfunten.
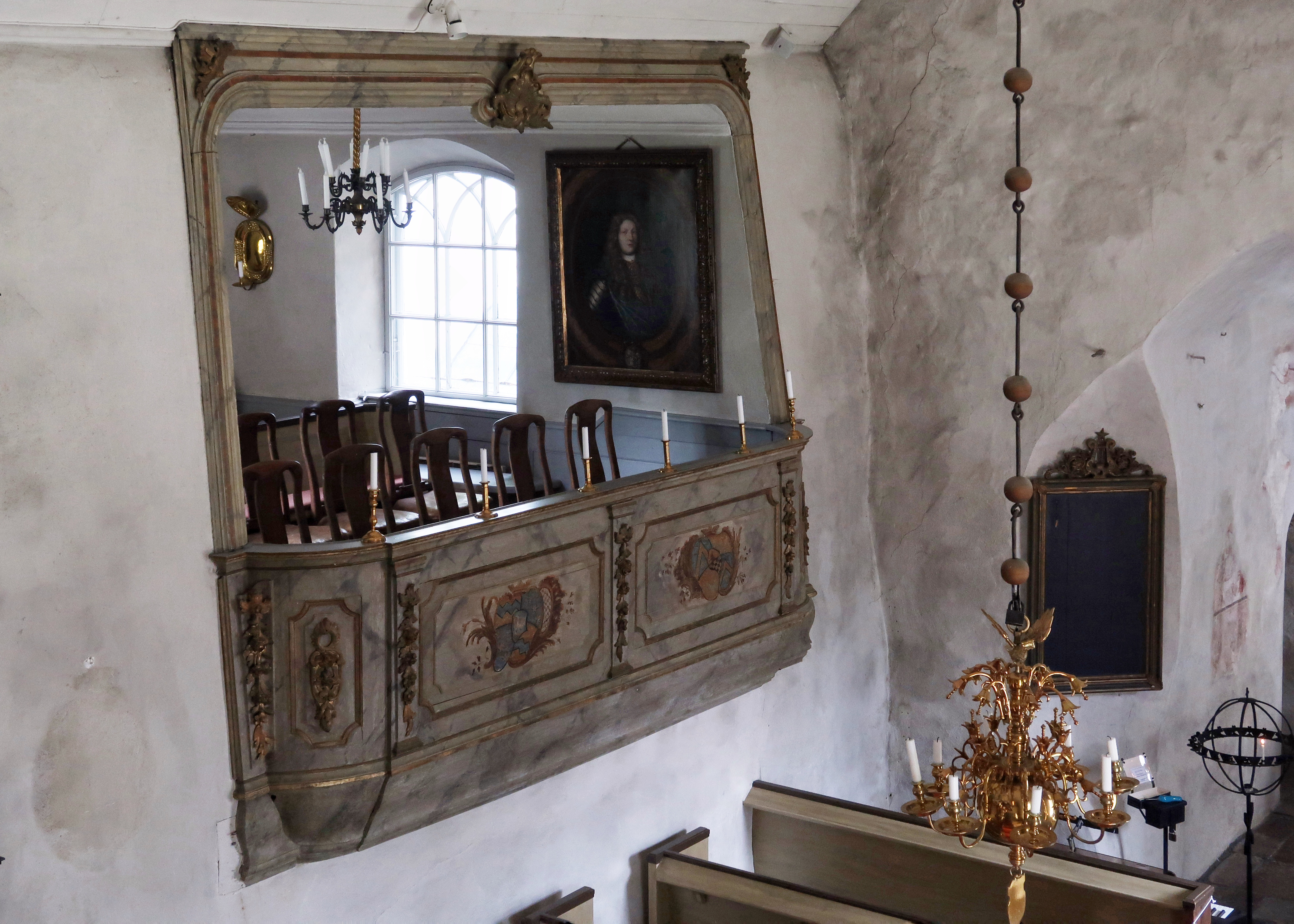
Herrskapsläktaren från 1755.
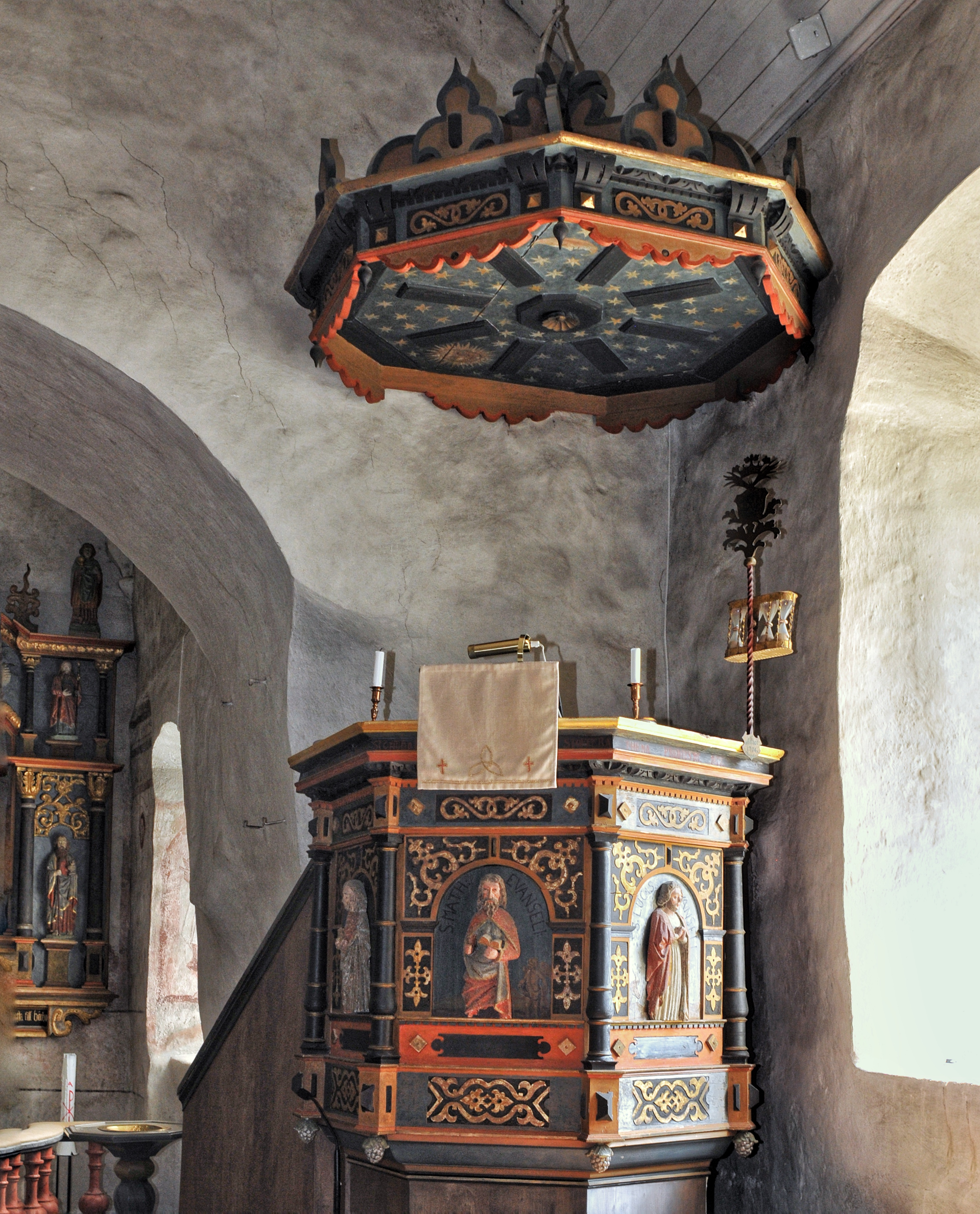
Predikstolen från 1600-talet.